# كين بيترز
كين بيترز (بالإنجليزية: Ken Peters)‏ هو لاعب كرة قاعدة أمريكي، ولد في 27 يونيو 1915، وتوفي في 25 نوفمبر 2013.